# 김해분청도자기축제
김해분청도자기축제는 경상남도 김해시에서 개최하는 축전이다.